# Большой Владивосток
Большо́й Владивосто́к — условное название Владивосто́кской агломера́ции и проекта администрации Приморского края по объединению в единое городское муниципальное образование города Владивостока с его близлежащими городами-спутниками: слияние Владивостокского, Уссурийского и Артёмовского городских округов, в дальнейшем — слияние с Находкой.
Численность населения агломерации, в зависимости от состава включаемых в неё территорий, может оцениваться от 0,8 до 1 миллиона человек. В 2010 году в СМИ появлялась оценка на уровне 1,2 млн жителей, без указания методики расчёта и какого-либо пояснения. По мнению главы Минвостокразвития Алексея Чекункова, численность населения Владивостокской агломерации достигнет 1 миллиона к 2034 году.

## История
Впервые о проекте «Большой Владивосток» по объединению города с городами-спутниками заговорили ещё в 1997 году. Проект включён в генплан Владивостока, принятый в 2008 году. Первое препятствие на пути развития Большого Владивостока — отсутствие дорог и современного муниципального транспорта.
Основные надежды на пути к реализации проекта были связаны с подготовкой к саммиту АТЭС 2012 во Владивостоке, когда в крае будет произведена реконструкция дорог и международного аэропорта. Кроме того, планируется организация скоростного городского поезда Владивостокской агломерации.
При наличии должного финансирования и чёткой программы действий основные контуры «Большого Владивостока» могут сложиться к 2025—2030 годам.
Проект поддержан в федеральных правительственных планах (Минрегионразвития и Минэкономразвития) по созданию так называемых «опорных городов».

## Владивостокская агломерация
28 октября 2014 года было подписано соглашение между четырьмя муниципальными образованиями о создании Владивостокской агломерации.
| Муниципальное образование       | Площадь, км² | Численность населения, чел. | Плотность, чел./км² |
| ------------------------------- | ------------ | --------------------------- | ------------------- |
| Владивостокский городской округ | 561,54       | ↘622 782                    | 1109,06             |
| Артёмовский городской округ     | 506,39       | ↘117 762                    | 232,55              |
| Надеждинский район              | 1 595,67     | ↗41 960                     | 26,3                |
| Шкотовский район                | 2 664,50     | ↘21 051                     | 7,9                 |
| Вся агломерация                 | 5 328,10     | 803 555                     | 150,81              |
| Доля в Приморском крае          | 3,24 %       | 44,65 %                     |                     |

Агломерация в указанных границах включает в себя собственно городской округ Владивосток и три ближайших к нему муниципальных образования. В укрупнённом виде может включать до 13 муниципальных образований Приморского края (в том числе Уссурийск и Находку) с населением порядка 1,4 млн чел. и общей площадью 23 тыс. км².